# Born to Kill
Born to Kill (bra: Nascido Para Matar; prt: Nasceu para Matar) é um filme estadunidense de 1947, dos gêneros drama, noir, policial e romance, dirigido por Robert Wise, roteirizado Eve Greene e Richard Macauley, baseado no livro Deadlier Than the Male de James Gunn música de Paul Sawtell.

## Sinopse
Um homem, assassino psicótico, e uma garota recém divorciada conhecem-se num trem e atraídos um pelo outro envolvem-se em esquemas de cobiça e assassinato.

## Elenco
- Claire Trevor....... Helen Brent
- Lawrence Tierney....... Sam Wild
- Walter Slezak....... Matthew Albert Arnett
- Phillip Terry....... Fred Grover
- Audrey Long....... Georgia Staples
- Elisha Cook Jr........ Marty 'Mart' Waterman
- Isabel Jewell....... Laury Palmer
- Esther Howard....... Mrs. Kraft
- Kathryn Card....... Grace
- Tony Barrett....... Danny Jaden
- Grandon Rhodes....... Inspetor Wilson